# Уршады
Уршады́ (баш. Үршиҙе) — деревня в Урмиязовском сельсовете Аскинского района Республики Башкортостан России.

## Географическое положение
Расстояние до:
- районного центра (Аскино): 40 км,
- ближайшей железнодорожной станции Чад: 50 км.

## Население
| 2002 | 2009 | 2010 |
| ---- | ---- | ---- |
| 325  | ↗361 | ↘276 |

## Религия
В деревне есть мечеть.